# Nomophilini
Nomophilini là một tông bướm đêm thuộc phân họ Spilomelinae, họ Crambidae. Nomophilini được Vladimir Ivanovitsch Kuznetzov và Alexandr A. Stekolnikov khởi xướng năm 1979.
Nomophilini gồm 24 chi, với 358 loài:
- Arnia Guenée, 1849
- Ategumia Amsel, 1956
- Bocchoris Moore, 1885
- Crocidocnemis Warren, 1889 (= Somatania Möschler, 1890, Somatamia Kimball, 1965)
- Desmia Westwood, 1832 (= Aediodes Guenée, 1854, Arna Walker, 1856, Hyalitis Guenée, 1854)
- Diacme Warren, 1892
- Diasemia Hübner, 1825 (= Goniogramma Mann, 1854, Prodelia Doubleday, 1849)
- Diasemiodes Munroe, 1957
- Diasemiopsis Munroe, 1957 (= Diasemopsis Leraut, 1997)
- Diathrausta Lederer, 1863 (= Tripodaula Meyrick, 1933, Triplodaula Munroe, 1956)
- Epipagis Hübner, 1825 (= Epipages Hampson, 1918, Stenophyes Lederer, 1863)
- Mecyna Doubleday, 1849
- Mimophobetron Munroe, 1950
- Mimorista Warren, 1890
- Niphograpta Warren, 1892
- Nomophila Hübner, 1825 (= Macronomeutis Meyrick, 1936, Stenopteryx Duponchel, 1845)
- Nothomastix Warren, 1890
- Parapilocrocis Munroe, 1967
- Pardomima Warren, 1890 (= Pachyparda E. L. Martin, 1955)
- Perisyntrocha Meyrick, 1894
- Pessocosma Meyrick, 1884
- Samea Guenée, 1854 (= Pterygisus Butler, 1886, Isopteryx Guenée, 1854)
- Sameodes Snellen, 1880
- Syngamia Guenée, 1854 (= Ochlia Hübner, 1823)